# Ta1yo
ta1yo（タイヨー、2000年〈平成12年〉4月12日 - ）は、ノースカロライナ州出身のプロゲーマー、ストリーマー。本名はショーン・ヘンダーソン・太陽（英: Sean Taiyo Henderson）。ZETA DIVISION所属。 2017年よりFPSゲーム『Overwatch』の競技大会を中心に活動している。海外最高峰のEスポーツリーグとして知られるオーバーウォッチ・リーグに初めて参戦した日本人選手。国別対抗の世界大会「Overwatch World Cup」では3年連続日本代表チームに選出された。慶應義塾大学在学中。現在はライブ配信プラットフォームTwitchで配信活動をしている。

## 略歴
2000年、アメリカノースカロライナ州にて生誕。2013年、中学に入学後、パソコンを買ってもらったことをきっかけにPCゲームに出会う。中学2年からFPSゲーム『Team Fortress 2』を1年間プレイし、その後は『Counter-Strike: Global Offensive (CS:GO)』を主にプレイしていた。
2016年5月、高校入学とほぼ同時期に発売されたFPSゲーム『Overwatch』に熱中する。2016年12月、シンガポールのプロチーム「Unestablished.Juniors」に所属していたゲーム内のフレンドに誘われて同チームへ加入。2017年2月、東南アジア地域における競技大会「Oceanic Summer Series」に出場。ゲーム内のランクシステムにおける上位プレイヤーとして知名度を上げると、2017年5月、日本のプロチーム「Unsold Stuff Gaming (USG)」からスカウトされ、『Overwatch』のプロ選手（プロゲーマー）となる（当時17歳）。6月、国内大会「GeForce CUP Japan」「REALFORCE GAMING BRAWL」で優勝すると、「Overwatch World Cup 2017」の日本代表メンバーに選出される。
2017年9月、「CYCLOPS athlete gaming (CAG)」に加入。10月1日、国内大会「JCG Master 2017 Summer Finals」で優勝し、2017年シーズンの国内王者となる。2018年以降、日本国内で開催される競技大会の減少に伴い、アジア太平洋地域のオープントーナメント「Open Division」および地域別のリーグ制大会「Overwatch Contenders (OWCT)」を中心に活動を続ける。2018年4月、国内大会「Overwatch Challenge Cup 2018 Winter」で優勝。2018年9月、タイで開催されたアジア太平洋地域における最高峰の国際大会「Overwatch Contenders 2018 Season 2: Pacific」で準優勝の快挙を果たす。2018年11月、CYCLOPS athlete gamingの『Overwatch』部門が解散。
2018年12月3日、プロチーム「JUPITER」に『Overwatch』部門の設立メンバーとして加入。2019年1月、「Open Division 2019 Season 1 Pacific」で優勝し、2月から8月までアジア太平洋地域の「Overwatch Contenders 2019」に出場。2019年4月、AO入試で慶應義塾大学へ進学。
2019年12月31日、トライアウトに合格し、北アメリカを拠点とするチーム「Third Impact」に移籍加入。大学を休学してアメリカへ渡り、ゲーミングハウスに住みながら無給で競技活動を行う。2020年1月から6月まで行われた北米地域のリーグ制大会「Overwatch Contenders 2020 Season 1: North America」で常に上位を維持し、前シーズン低迷していたチームをシーズン準優勝に導く。
2020年7月22日、『Overwatch』の国際1部リーグ「Overwatch League (OWL)」の強豪チームかつ前年度世界王者である「San Francisco Shock」に加入。日本人初のOWL選手となる。2021年9月まで大学を休学し、カリフォルニア州ロサンゼルスにあるチームのゲーミングハウスで共同生活を行う。2021年10月10日、契約満了に伴い「San Francisco Shock」から脱退し、日本へ帰国する。2022年1月26日、プロEスポーツチームZETA DIVISIONのCreator部門にストリーマーとして加入。
2024年7月22日、「Miku Fan Club X 99DIVINE」へ加入し、競技シーンへの復帰が発表された

## 人物・エピソード
- 幼少からアメリカに在住していたこともあり英語が堪能[4]。
- 中学時代に『CS:GO』で最高ランク「Global Elite」に到達したことがある[24]。
- 『Overwatch』では、DPSヒーロー「トレーサー」「ゲンジ」「アッシュ」を得意としている[25]。
- 2017年頃を皮切りに国内OWシーンで一気に頭角を現し、所属したすべてのチームで大会優勝を果たしている[注 1]。
- 2020年6月11日、『Overwatch』のNAサーバーにてレーティングTOP10（7位）に到達した[26]。
- 『Overwatch』をプレイする際に、特徴的な大きなクロスヘアを使用することがある。2020年7月22日、古巣である「Third Impact」の元メンバーたちは、この特大クロスヘアをネタにした新たなチーム名 "Comically Large Crosshair" を発表した[27]。2021年2月13日、リーグ開幕前にOWLの公式Twitterアカウントが特大クロスヘアをネタにした画像をツイートしている[28]。

### 評価
「ピック幅が広くて、なにしても上手いですね。状況判断能力もありますし、アタッカーとして最高峰の実力を持っていると思います」—Naoki "Bep" Onimaru（CYCLOPS athlete gaming）、2017年10月、「JCG Master 2017 Summer Finals」優勝後のインタビューにて
"Team Japan’s premier Tracer player"—Inven Global、2018年5月、OWWC2018に向けたインタビュー記事にて
「日本を代表するトレーサーの選手でありながら、構成次第では多様なピックを行える器用さを兼ね揃えている。」—Overwatch All Star Japan Community 2019、2019年3月、メンバー紹介文にて
「国内大会、アジア大会、アメリカリーグ、世界リーグ、その全てで優勝を経験した日本人は後にも先にも彼だけかもしれません。正に生ける伝説です。」—Ryota "gappo3" Togo（Green Leaves）、2022年2月、「LIMITZ #4 OVERWATCH」のメンバー紹介文にて

## 大会戦績

### Overwatch
2021年（令和3年）
- 9月24日  Overwatch League 2021: Playoffs - 4位（San Francisco Shock）
- 9月05日  Overwatch League 2021: Play-in West - 1〜2位（San Francisco Shock）
- 8月22日  Overwatch League 2021: Regular Season - 6位（San Francisco Shock）
- 8月16日  Overwatch League 2021: Countdown Cup - 5〜8位（San Francisco Shock）
- 6月06日  Overwatch League 2021: June Joust - 5〜8位（San Francisco Shock）
- 5月02日  Overwatch League 2021: May Melee - 9〜10位（San Francisco Shock

2020年（令和2年）
- 10月10日  Overwatch League 2020: Playoffs Grand Finals - 優勝（San Francisco Shock）
- 9月12日  Overwatch League 2020: North America Playoffs - 優勝（San Francisco Shock）
- 8月23日  Overwatch League 2020: Regular Season - 3位（San Francisco Shock）
- 8月09日  Overwatch League 2020: Countdown Cup - 優勝（San Francisco Shock）
- 6月14日  Overwatch Contenders 2020: North America Season 1 - 準優勝（Third Impact）
- 5月24日  Overwatch Contenders 2020: North America Season 1 Week 4 - 優勝（Third Impact）
- 5月10日  Overwatch Contenders 2020: North America Season 1 Week 3 - 準優勝（Third Impact）
- 3月27日  Overwatch Contenders 2020: North America Season 1 Week 2 - 優勝（Third Impact）
- 3月19日  Overwatch Contenders 2020: North America Season 1 Week 2 Trials - 3〜4位（Third Impact）
- 3月10日  Overwatch Contenders 2020: North America Season 1 Week 1 - 9〜12位（Third Impact）
- 3月06日  Overwatch Contenders 2020: North America Season 1 Week 1 Trials - 優勝（Third Impact）
- 1月12日  Overwatch Contenders 2020: North America Season 1 Seeding Tournament - 9〜12位（Third Impact）
- 1月05日  Mayhem Winter Classic 2020 - 準優勝（Third Impact）

2019年（平成31年・令和元年）
- 11月23日  Open Division 2019: Pacific Practice Season - 7〜8位（SABAGOD DAISUKI）
- 10月31日  Overwatch World Cup 2019: Preliminaries - 11〜20位 予選敗退 （Team Japan, 日本代表）
- 9月22日  SEA Invitational presented by Overwatch Contenders - 準優勝（Team Japan, 日本代表）
- 7月25日  Overwatch Contenders 2019: Season 2 Pacific - 8位（JUPITER）
- 4月19日  Overwatch Contenders 2019: Season 1 Pacific - 3〜4位（JUPITER）
- 3月16日  All Star Japan Community 2019 - 優勝（Team ta1yo）
- 2月03日  Overwatch Contenders 2019: Season 1 Pacific Trials - 3位（JUPITER）
- 1月27日  Open Division 2019: Season 1 Pacific - 優勝（JUPITER）
- 1月26日  JESU eSPORTS International Challenge Cup 〜Japan elite vs Asian elite〜 - Win（JUPITER）

2018年（平成30年）
- 9月14日  Overwatch Contenders 2018: Season 2 Pacific - 準優勝（CYCLOPS athlete gaming）
- 8月19日  Overwatch World Cup 2018: Incheon Qualifier - 予選4位 ベスト16 （Team Japan, 日本代表）
- 7月22日  Flash Ops Tokyo 2018 Summer: Exhibition Match - Win（Team Japan, 日本代表）
- 5月27日  Overwatch Contenders 2018: Season 2 Pacific Trials - 3位（CYCLOPS athlete gaming）
- 5月20日  Open Division 2018: Season 2 Pacific - 準優勝（CYCLOPS athlete gaming）
- 4月07日  CKJ-Overwatch Community Pre Series #1 - 優勝（CYCLOPS athlete gaming）
- 4月01日  Overwatch Challenge Cup 2018 Winter Offline Finals - 優勝（CYCLOPS athlete gaming）
- 2月23日  Overwatch Contenders 2018: Season 1 Pacific Trials - 3位（CYCLOPS athlete gaming）
- 2月11日  Open Division 2018: Season 1 Pacific - 3位（CYCLOPS athlete gaming）
- 1月08日  All Star Japan Community 2018 - 優勝（Team 6935）

2017年（平成29年）
- 12月24日  Open Division 2017: Season 3 Japan - 準優勝（CYCLOPS athlete gaming）
- 10月29日  Open Division 2017: Season 2 Japan - 優勝（CYCLOPS athlete gaming）
- 10月01日  JCG Master 2017 Summer Finals - 優勝（CYCLOPS athlete gaming）
- 9月24日  Tokyo Game Show 2017 Show Match - Win（Dream Team）
- 7月23日  Overwatch World Cup 2017 - Sydney Qualifier - 予選3〜4位 ベスト16 （Team Japan, 日本代表）
- 6月25日  REALFORCE GAMING BRAWL - 優勝（USG Iridata）
- 6月03日  Overwatch GeForce CUP Japan - 優勝（USG Iridata）
- 4月09日  Overwatch OMEN CUP by HP - 3〜4位（HEAT）
- 2月19日  Oceanic Summer Series: Group Stage - 10〜12位（Unestablished.Juniors）
- 2月16日  Oceanic Summer Series: Southeast Asia Qualifier - 優勝（Unestablished.Juniors）

2016年（平成28年）
- 12月04日 The SEA Invitationals - 5〜6位（Elvellon）

## 出演

### インタビュー
- Japan: The mysterious Land of the Rising Sun（over.gg、2017年7月20日）[33]
- TGS2017高校生プロゲーマーta1yo選手にインタビュー！（アオハル、2017年9月26日）[10]
- Q&A with Japan's World Cup Tracer: ta1yo. Can they win Contenders without Korean coaching?（INVEN Global、2018年5月29日）[25]
- 【Overwatch】ta1yo選手インタビュー「目指すはオーバーウォッチリーグに出場」（GAMESPORT、2018年11月5日）[9]
- GAMESTAR Vol.22: 若きヒーローが切り開く、新たなる未来 JUPITER Overwatch部門 ta1yo （GAMESTAR、2018年12月26日）[16]
- プロプレイヤーインタビュー JUPITER ta1yo選手（TRAINING Lab. for esports、2019年10月10日）
- 日本人初の海外リーグで活躍する20歳のプロゲーマー、ta1yo（GQ Japan、2021年3月7日）[3]